# 浦安鉄筋家族
『浦安鉄筋家族』（うらやすてっきんかぞく、SUPER RADICAL GAG FAMILY）は、浜岡賢次による日本の漫画。略称は「浦安」（うらやす）、「浦鉄」（うらてつ）、「浦筋」（うらきん）など。
千葉県浦安市に住む過剰に元気な小学2年生・大沢木小鉄とその家族や友人たちの日常を描いたドタバタ系ギャグ漫画。本記事では続編の『元祖！浦安鉄筋家族』（がんそ うらやすてっきんかぞく）、『毎度！浦安鉄筋家族』（まいど うらやすてっきんかぞく）、『あっぱれ！浦安鉄筋家族』（あっぱれ うらやすてっきんかぞく）についても記述する。

## シリーズの変遷
第1シリーズ『浦安鉄筋家族』は、『週刊少年チャンピオン』（秋田書店）1993年10号から2002年13号まで連載された（以下、後述のテレビドラマのために「無印」と表記する）。話数カウントは「〜発目」。
その後、2002年17号よりタイトルを『元祖！浦安鉄筋家族』と改めてリニューアルし、2010年48号まで連載。話数カウントは「〜固め」で、リセットして1から数え直している。
『元祖！』ではあかねをアパート住まいにする、担任を春巻から奈々子先生に変える、小鉄らを3年に進級させ仁・花子のクラスを入れ替えるなど、設定面でのマイナーチェンジが図られたが、新設定のいくつかは定着せずに途中で消滅したり、元の設定に戻されていった。内容としては前作のテンションを引き継いでいるが、「クラス内の地味な生徒」を扱ったネタが増え、鋭い人物描写が見られるようになる。
2010年49号より『毎度！浦安鉄筋家族』として再度リニューアルし、2018年14号まで連載。話数カウントは「〜キンポ」で、リセットして1から数え直している。初回と第2話は2本立てで掲載された。
2018年10号にてシリーズ25周年を迎え、同年16号より『あっぱれ！浦安鉄筋家族』として再々度リニューアルし連載中。話数カウントは「〜ミャオ」で、リセットして1から数え直している。なお、『あっぱれ！』のタイトルは、チャンピオン本誌で一般公募を行って決定した。
2023年9月時点でシリーズ累計発行部数は5100万部を突破している。

## 作風
前作『4年1組起立!』の路線を継承・拡大する形で展開されている。
作者の浜岡が「子供向けギャグ漫画の必需品」という見解を持っているため、大便を用いた過剰かつ過激な下ネタが非常に多い。また、実在・架空問わず有名人物を精緻に模写した上でパロディ化したキャラクターが多数登場することや、ラリアットや延髄斬りを喰らわせるなどの暴力的なツッコミ、個性的な擬音・効果音も作品の代名詞となっている。
基本的にギャグ漫画らしい明るいノリだが、登場人物の中には重い背景を持つ者がおり、話そのものがシリアスやホラーな方向に展開されるパターンも時折見られる。特に『毎度！』以降は「笛男」の登場回を筆頭に、オチの場面までギャグ要素が入らない本格ホラー調のエピソードも増えている。
ホラー・スプラッター映画以外で浜岡が特に好むザ・ドリフターズ、プロレス、『ルパン三世』のパロディも多々見られる一方、作品評で「分かる人にしか笑えないネタになってしまい、大反省……。（286発目）」「ダメ。ルパンネタはやりすぎたな。（380発目）」といった低評価を下されることも少なくない。
原則として回ごとの扉絵は存在せず、左ページから始まり右ページで終わる。そのため単行本でも基本的に余白なしでページがつながっている。余白ページには、主にアニメ第2作以降の『ルパン三世』を揶揄する漫画や浜岡の元アシスタントであるほづみ・みずほ（市川みなみ）にまつわるエピソードを綴った漫画が描かれることが多かったが、『元祖！』単行本2巻からは中崎タツヤ風のエッセイ漫画『はまけん』が連載されるようになった（この作品は『月刊少年チャンピオン』にも読切として掲載されたことがある）。
『4年1組』の連載中期以降行われるようになった、単行本巻末での作者自身による作品評も引き続き実施。初出時にカラーページや2話連続掲載などの特別なイベントがあった場合、その旨の記述がされる。

## 海外版
韓国、香港、台湾、タイ、マレーシアへ輸出されていた。韓国語版のタイトルは『우당탕탕 괴짜가족（どたばた色物家族）』。香港版のタイトルは『愛生事家庭』。台湾版のタイトルは『抓狂一族』。タイ語版のタイトルは『โอซาว่า ฮายกครัว』。マレー語版のタイトルは『Budak Nakal（やんちゃな少年）』。
韓国語版は「サブタイトルから内容を読み取るのが困難」という理由で、各話のサブタイトルが内容を反映したものに変えられている。また、6発目「ボンボンらむーん」（『無印』第1巻収録）、34発目「ねぎ」（『無印』第3巻収録）、39発目「ジャストンぴーなつ」（『無印』第3巻収録）、42発目「あっきゅー」（『無印』第3巻収録）、43発目「鳴る骨」（『無印』第3巻収録）、47発目「サモハン」（『無印』第4巻収録）、55発目「赤身」（『無印』第4巻収録）、58発目「どみそ」（『無印』第4巻収録）、59発目「ランドセル太郎」（『無印』第4巻収録）、66発目「もやし」（『無印』第5巻収録）、71発目「ロッテ」（『無印』第5巻収録）、72発目「痛い玉」（『無印』第5巻収録）、76発目「まんねんポンプ」（『無印』第6巻収録）、77発目「梅星」（『無印』第6巻収録）、87発目「野良ミャオ」（『無印』第6巻収録）、94発目「らむどん」（『無印』第7巻収録）、99発目「うる」（『無印』第7巻収録）、101発目「鳴る骨2」（『無印』第7巻収録）、116発目「新ぼにーた」（『無印』第8巻収録）、117発目「脳ミソオペラ」（『無印』第8巻収録）、123発目「マニトウブルース」（『無印』第9巻収録）、125発目「新ボンボンらむーん」（『無印』第9巻収録）、129発目「タンツボ」（『無印』第9巻収録）、145発目「チューインバカ」（『無印』第10巻収録）、151発目「マーピン」（『無印』第11巻収録）、156発目「野良ミャオ／新たなる戦い」（『無印』第11巻収録）、168発目「つーはんモンタン」（『無印』第12巻収録）、174発目「弟人間」（『無印』第12巻収録）、178発目「やんすえ」（『無印』第13巻収録）、191発目「テーズ屋」（『無印』第13巻収録）、192発目「スカラ」（『無印』第13巻収録）、200発目「バッハ1」（『無印』第14巻収録）、203発目「がんばれ3番」（『無印』第14巻収録）、212発目「浦安トムホーン」（『無印』第15巻収録）、213発目「直腸」（『無印』第15巻収録）、220発目「大鉄インフェルノ」（『無印』第15巻収録）、222発目「午後のポセイドン」（『無印』第15巻収録）、227発目「京四郎参上」（『無印』第16巻収録）、233発目「のり子ダちょーん」（『無印』第16巻収録）、244発目「出発直前、金魚でブー」（『無印』第17巻収録）、248発目「少年チャンピオン」（『無印』第17巻収録）、262発目「パンツを汚す黄色い汁」（『無印』第18巻収録）は韓国語版ではカットされた。台詞に加え、効果音もハングル文字で書かれている。

### 登場人物の名前
台湾版
登場人物の名前はすべて漢字表記。のり子（法子）、仁（阿仁）、あかね（小茜）、フグオ（服雄）、ノブ（阿德）、仁ママ（仁媽）、タケシ（竹西）など。
韓国版
登場人物の名前はすべてハングル表記（苗字を除く）。小鉄（고테츠）、金鉄（킨테츠）、順子（준코）、春巻龍（이소룡、ブルース・リー）など。
香港版
登場人物の名前はすべて漢字表記。元々漢字表記の名前である人物はそのまま。のり子（紫子）、仁（仁仔）、あかね（小茜、翻訳すれば「あかねちゃん」となる）、フグオ（小福）、ノブ（華仔）など。

## 書誌情報
連載開始から20年以上経過していることもあって登場人物の数がとても多く、たびたび個々のキャラクターの活躍回のみをまとめた選集コミックスが刊行されている。
なお、2001年24号に掲載された、424発目「軍団親子」は後日発売された単行本29巻には収録されず、2023年現在も欠番のままである。

### 本編（単行本）
- 浜岡賢次 『浦安鉄筋家族』 秋田書店〈少年チャンピオン・コミックス〉、全31巻
単行本の表紙はその巻に収録されている回のコマから一部抜粋したものが毎回貼られるという形式が取られていた（文庫版ではこの形式は取られていない）。カバー袖に、浜岡の趣味について語るコラム「浜岡賢次の好きなもの」を連載。
  1. 1993年6月25日発売[5]、ISBN 4-253-05434-X
  2. 1993年10月29日発売[6]、ISBN 4-253-05435-8
  3. 1994年2月3日発売[7]、ISBN 4-253-05436-6
  4. 1994年6月2日発売[8]、ISBN 4-253-05437-4
  5. 1994年9月16日発売[9]、ISBN 4-253-05438-2
  6. 1994年12月9日発売[10]、ISBN 4-253-05439-0
  7. 1995年4月14日発売[11]、ISBN 4-253-05440-4
  8. 1995年7月6日発売[12]、ISBN 4-253-05441-2
  9. 1995年10月13日発売[13]、ISBN 4-253-05442-0
  10. 1995年12月22日発売[14]、ISBN 4-253-05443-9
  11. 1996年5月17日発売[15]、ISBN 4-253-05444-7
  12. 1996年9月6日発売[16]、ISBN 4-253-05445-5
  13. 1996年12月11日発売[17]、ISBN 4-253-05446-3
  14. 1997年3月14日発売[18]、ISBN 4-253-05447-1
  15. 1997年7月18日発売[19]、ISBN 4-253-05448-X
  16. 1997年12月5日発売[20]、ISBN 4-253-05449-8
  17. 1998年3月6日発売[21]、ISBN 4-253-05450-1
  18. 1998年7月4日発売[22]、ISBN 4-253-05451-X
  19. 1998年10月16日発売[23]、ISBN 4-253-05452-8
  20. 1999年1月8日発売[24]、ISBN 4-253-05453-6
  21. 1999年4月8日発売[25]、ISBN 4-253-05751-9
  22. 1999年7月15日発売[26]、ISBN 4-253-05752-7
  23. 1999年11月4日発売[27]、ISBN 4-253-05753-5
  24. 2000年2月24日発売[28]、ISBN 4-253-05754-3
  25. 2000年6月15日発売[29]、ISBN 4-253-05755-1
  26. 2000年10月12日発売[30]、ISBN 4-253-05756-X
  27. 2001年2月8日発売[31]、ISBN 4-253-05757-8
  28. 2001年6月14日発売[32]、ISBN 4-253-05758-6
  29. 2001年10月11日発売[33]、ISBN 4-253-05759-4
  30. 2002年2月21日発売[34]、ISBN 4-253-05760-8
  31. 2002年5月2日発売[35]、ISBN 4-253-05762-4
- 浜岡賢次 『元祖！浦安鉄筋家族』 秋田書店〈少年チャンピオン・コミックス〉、全28巻（通算59巻）
表紙の形式が前作とは一変し、特定のキャラクターを前面に押し出したものに変更された。裏表紙には前作同様、その巻に収録されている回のコマから一部抜粋したものが毎回貼られている。カバー袖に、その巻で初登場する新キャラクターを説明する「元祖！人体標本（キャラファイル）」を連載。
  1. 2002年9月5日発売[36]、ISBN 4-253-20301-9
  2. 2003年1月23日発売[37]、ISBN 4-253-20302-7
  3. 2003年4月24日発売[38]、ISBN 4-253-20303-5
  4. 2003年8月21日発売[39]、ISBN 4-253-20304-3
  5. 2003年12月25日発売[40]、ISBN 4-253-20305-1
  6. 2004年4月28日発売[41]、ISBN 4-253-20306-X
  7. 2004年8月26日発売[42]、ISBN 4-253-20307-8
  8. 2004年11月11日発売[43]、ISBN 4-253-20308-6
  9. 2005年3月8日発売[44]、ISBN 4-253-20309-4
  10. 2005年6月8日発売[45]、ISBN 4-253-20310-8
  11. 2005年10月8日発売[46]、ISBN 4-253-20311-6
  12. 2006年2月8日発売[47]、ISBN 4-253-20312-4
  13. 2006年6月8日発売[48]、ISBN 4-253-20313-2
  14. 2006年9月8日発売[49]、ISBN 4-253-20314-0
  15. 2007年1月9日発売[50]、ISBN 978-4-253-20315-9
  16. 2007年5月8日発売[51]、ISBN 978-4-253-20316-6
  17. 2007年9月7日発売[52]、ISBN 978-4-253-20317-3
  18. 2007年12月7日発売[53]、ISBN 978-4-253-20318-0
  19. 2008年5月8日発売[54]、ISBN 978-4-253-20319-7
  20. 2008年8月8日発売[55]、ISBN 978-4-253-20320-3
  21. 2008年11月7日発売[56]、ISBN 978-4-253-20321-0
  22. 2009年3月6日発売[57]、ISBN 978-4-253-20322-7
  23. 2009年7月8日発売[58]、ISBN 978-4-253-20323-4
  24. 2009年10月8日発売[59]、ISBN 978-4-253-20324-1
  25. 2010年1月8日発売[60]、ISBN 978-4-253-20325-8
  26. 2010年6月8日発売[61]、ISBN 978-4-253-20326-5
  27. 2010年11月8日発売[62]、ISBN 978-4-253-20327-2
  28. 2011年1月7日発売[63]、ISBN 978-4-253-20328-9
- 浜岡賢次 『毎度！浦安鉄筋家族』 秋田書店〈少年チャンピオン・コミックス〉、全24巻（通算83巻）
表紙が再び前々作の形式に戻り、また表紙の左下にキャラクターが爆笑する模様が描かれている。裏表紙に、その巻で初登場する新キャラクターを説明する「毎度！キャラ図鑑」、カバー袖に、実際の浦安市の風景写真に浜岡のコメントを添えた「毎度！浦安写真館」をそれぞれ連載。
  1. 2011年3月8日発売[64]、ISBN 978-4-253-20329-6
  2. 2011年8月8日発売[65]、ISBN 978-4-253-20330-2
  3. 2011年12月8日発売[66]、ISBN 978-4-253-20336-4
  4. 2012年4月6日発売[67]、ISBN 978-4-253-21740-8
  5. 2012年7月6日発売[68]、ISBN 978-4-253-21286-1
  6. 2012年11月8日発売[69]、ISBN 978-4-253-21287-8
  7. 2013年2月8日発売[70]、ISBN 978-4-253-21288-5
  8. 2013年7月8日発売[71]、ISBN 978-4-253-21289-2
  9. 2013年10月8日発売[72]、ISBN 978-4-253-21290-8
  10. 2014年2月7日発売[73]、ISBN 978-4-253-21293-9
  11. 2014年8月8日発売[74]、ISBN 978-4-253-21294-6
  12. 2014年10月8日発売[75]、ISBN 978-4-253-21295-3
  13. 2014年12月8日発売[76]、ISBN 978-4-253-21296-0
  14. 2015年4月8日発売[77]、ISBN 978-4-253-21297-7
  15. 2015年8月7日発売[78]、ISBN 978-4-253-21298-4
  16. 2016年1月8日発売[79]、ISBN 978-4-253-21299-1
  17. 2016年4月8日発売[80]、ISBN 978-4-253-21300-4
  18. 2016年8月8日発売[81]、ISBN 978-4-253-21303-5
  19. 2016年12月8日発売[82]、ISBN 978-4-253-21304-2
  20. 2017年3月8日発売[83]、ISBN 978-4-253-21305-9
  21. 2017年6月8日発売[84]、ISBN 978-4-253-21306-6
  22. 2017年10月6日発売[85]、ISBN 978-4-253-21307-3
  23. 2018年2月8日発売[86]、ISBN 978-4-253-21308-0
  24. 2018年6月8日発売[87]、ISBN 978-4-253-21309-7
- 浜岡賢次 『あっぱれ！浦安鉄筋家族』 秋田書店〈少年チャンピオン・コミックス〉、既刊23巻（通算106巻）（2025年8月7日現在）
表紙は1巻では前作の形式、2巻では前々作の形式が取られていたが、3巻以降は主要キャラクターたちが戯れる様子が描かれた形式が続いている。
  1. 2018年10月5日発売[88]、ISBN 978-4-253-22921-0
  2. 2019年1月8日発売[89]、ISBN 978-4-253-22922-7
  3. 2019年5月8日発売[90]、ISBN 978-4-253-22923-4
  4. 2019年10月8日発売[91]、ISBN 978-4-253-22924-1
  5. 2019年12月6日発売[92]、ISBN 978-4-253-22925-8
  6. 2020年4月8日発売[93]、ISBN 978-4-253-22926-5
  7. 2020年8月20日発売[94]、ISBN 978-4-253-22927-2
  8. 2020年12月8日発売[95]、ISBN 978-4-253-22928-9
  9. 2021年4月8日発売[96]、ISBN 978-4-253-22929-6
  10. 2021年7月8日発売[97]、ISBN 978-4-253-22930-2
  11. 2021年11月8日発売[98]、ISBN 978-4-253-22931-9
  12. 2022年3月8日発売[99]、ISBN 978-4-253-22932-6
  13. 2022年7月7日発売[100]、ISBN 978-4-253-22933-3
  14. 2022年11月8日発売[101]、ISBN 978-4-253-22934-0
  15. 2023年2月8日発売[102]、ISBN 978-4-253-22935-7
  16. 2023年6月8日発売[103]、ISBN 978-4-253-22936-4
  17. 2023年9月7日発売[104]、ISBN 978-4-253-22937-1
  18. 2024年1月5日発売[105]、ISBN 978-4-253-22938-8
  19. 2024年5月8日発売[106]、ISBN 978-4-253-22939-5
  20. 2024年9月6日発売[107]、ISBN 978-4-253-22940-1
  21. 2025年1月8日発売[108]、ISBN 978-4-253-28601-5
  22. 2025年4月8日発売[109]、ISBN 978-4-253-28602-2
  23. 2025年8月7日発売[110]、ISBN 978-4-253-28603-9

### 本編（文庫版）
- 浜岡賢次 『浦安鉄筋家族』 秋田書店〈秋田文庫〉、全15巻
  1. 2009年10月9日発売[111]、ISBN 978-4-253-18041-2
  2. 2010年1月8日発売[112]、ISBN 978-4-253-18042-9
  3. 2010年4月9日発売[113]、ISBN 978-4-253-18043-6
  4. 2010年7月9日発売[114]、ISBN 978-4-253-18044-3
  5. 2010年10月8日発売[115]、ISBN 978-4-253-18045-0
  6. 2011年1月7日発売[116]、ISBN 978-4-253-18046-7
  7. 2011年4月8日発売[117]、ISBN 978-4-253-18047-4
  8. 2011年7月8日発売[118]、ISBN 978-4-253-18048-1
  9. 2011年10月7日発売[119]、ISBN 978-4-253-18049-8
  10. 2012年1月4日発売[120]、ISBN 978-4-253-18050-4
  11. 2012年4月10日発売[121]、ISBN 978-4-253-18051-1
  12. 2012年7月10日発売[122]、ISBN 978-4-253-18052-8
  13. 2012年10月10日発売[123]、ISBN 978-4-253-18053-5
  14. 2013年1月10日発売[124]、ISBN 978-4-253-18054-2
  15. 2013年4月10日発売[125]、ISBN 978-4-253-18055-9

### スピンオフ
- 浜岡賢次（原作） / やぎさわ景一（作画）『外伝！浦安鉄筋家族 闘え！春巻』 秋田書店〈少年チャンピオン・コミックス〉、全2巻
春巻龍を主人公とするスピンオフ作品。『Champion タップ!』にて2013年7月4日から2017年8月3日まで連載。最終回は秋田書店内のウェブコミック配信サイトの統合に伴い『マンガクロス』に掲載。
  1. 2014年8月8日発売[126]、ISBN 978-4-253-22421-5
  2. 2019年5月8日発売[127]、ISBN 978-4-253-22422-2

### 傑作選
- 浜岡賢次 『よりぬき！浦安鉄筋家族』 秋田書店〈少年チャンピオン・コミックス〉、既刊9巻（2016年12月8日現在）
個々のキャラクターの活躍回を収録。
  1. 「春巻遭難編」2013年2月8日発売[128]、ISBN 978-4-253-21745-3
  2. 「あかね受難編」2013年3月8日発売[129]、ISBN 978-4-253-21746-0
  3. 「垣&鬼母編」2013年4月8日発売[130]、ISBN 978-4-253-21747-7
  4. 「小鉄夏休み編」2013年5月8日発売[131]、ISBN 978-4-253-21748-4
  5. 「国会議員編」2013年6月7日発売[132]、ISBN 978-4-253-21749-1
  6. 「花丸木らむーん編」2014年6月6日発売[133]、ISBN 978-4-253-21750-7
  7. 「大鉄テキトー編」2014年7月8日発売[134]、ISBN 978-4-253-21751-4
  8. 「仁ママ&仁編」2016年7月8日発売[135]、ISBN 978-4-253-21752-1
  9. 「十三階段ベム編」2016年12月8日発売[136]、ISBN 978-4-253-21753-8
- 『赤ヘル！広島鉄筋家族』2018年10月5日発売[137]、ISBN 978-4-253-21741-5
  - 『毎度！』から登場したキャラクター・佐渡勇子と勇子が贔屓にしている広島東洋カープにまつわる回を収録。
- 『よりぬき！浦安鉄筋家族 TVドラマエディション』2020年5月8日発売[138]、ISBN 978-4-253-20289-3
  - テレビドラマ版の各エピソードの元ネタとなった回を収録。
- 『キャラ別！浦安鉄筋家族』 既刊15巻（2021年7月現在）
電子書籍。ウェブコミック配信サイト「ソク読み」にて配信中。
  1. 「日本一のおバカ小学生 小鉄編」
  2. 「ミラクル教師 春巻龍編」
  3. 「仁&仁ママの貧乏のりきり術編」
  4. 「国会議員 それいけ大噴射編」
  5. 「動物サイコー！ 松五郎王国編」
  6. 「千葉ロッテLOVE 梅星涙編」
  7. 「大鉄・超テキトー伝説編」
  8. 「順子ママ激闘録編」
  9. 「花丸木らむーん編」
  10. 「十三階段ベム 人気漫画家への道編」
  11. 「関西元気娘 西川のり子編」
  12. 「元祖大食い少年 フグオ編」
  13. 「人類最強の鼻タレ小僧 花園垣編」
  14. 「不幸少女あかねちゃん編」
  15. 「稲川ジューンの恐怖怪談編」

### 関連書籍
- 『TVアニメ名作シリーズ 浦安鉄筋家族 アニメブック』1998年10月1日発売[139]、ISBN 4-253-13009-7
  - アニメ第1期のガイドブック。アニメ全話のストーリー紹介に加え、浜岡・大地・主要声優陣のインタビュー、設定資料、原作単行本19巻までの各話リスト、単行本未収録作品4本を収録。表紙は『無印』の形式を踏襲している。

- 『浦安鉄筋家族 場外乱闘大全 究極キャラ図鑑』2000年10月12日発売[140]、ISBN 4-253-05761-6
  - 原作単行本25巻までに登場した全てのキャラクターを完全網羅したファンブック。単行本未収録作品2本に加え、単行本25巻までの巻末作品評を再録。付録としてトレーディングカードが封入されている。
- 『お宝！浦安鉄筋家族』2008年5月8日発売[141]、ISBN 978-4-253-20287-9
  - 主に少年チャンピオン増刊号に掲載された単行本未収録作品をまとめて収録した一冊。収録内容に関して『アニメブック』『究極キャラ図鑑』との重複あり。
- 『元祖！浦安鉄筋家族 爆笑プレイングブック』2008年7月8日発売[142]、ISBN 978-4-253-20348-7
  - コミック形式ではなく、企画要素が強いファンブックとなっている。単行本未収録作品3本を収録。
- 『元祖！浦安鉄筋家族 爆笑4コマ劇場』2010年4月8日発売[143]、ISBN 978-4-253-20288-6
  - 『元祖！』におけるエピソードのコマをコラージュし、4コマ漫画に仕立てたもの。付録としてシールが付属。
- 『浦安鉄筋家族 ALLキャラ図鑑』2013年8月8日発売[144]、ISBN 978-4-253-20286-2
  - 『浦安』シリーズにこれまで登場してきた総勢353人の登場人物を解説したファンブック。漫☆画太郎とのコラボレーション漫画を収録。

## CDドラマ
1996年8月7日にBMGビクターから発売された。監督は谷田部勝義。浜岡は「イメージ通りの配役だったのは十三階段ベムだけだった」とコメントしている。仁が比較的陽気な性格になっていたり、あかねが濁声で終始ドスを効かせるなど、CDドラマという媒体を生かした比較的自由な作風が特徴。

### 内容
1. 1発目「ミイラ」（原作エピソード：86発目「ミイラ」（『無印』第6巻収録））
2. 2発目「野良ミャオ」（原作エピソード：87発目「野良ミャオ」（『無印』第6巻収録））
3. 3発目「へっぴり」（原作エピソード：67発目「へっぴり」（『無印』第5巻収録））
4. 4発目「キド」（原作エピソード：68発目「キド」（『無印』第5巻収録））
5. 5発目「番外編」

- 5発目のみオリジナルストーリーで、十三階段ベムとボギー愛子の電話相談番組に王様が乱入してくる内容となっている。

### キャスト
- 大沢木小鉄 - 田中真弓
- 西川のり子 - 神代知衣
- 菊池あかね - 三浦千代
- 上田信彦 - 吉田古奈美
- 土井津仁、ボギー愛子 - 坂本千夏
- 鈴木フグオ - ならはしみき
- ナレーション、王様 - 矢尾一樹
- あかねの母 - 山田美穂
- 中村タケシ、十三階段ベム - 堀内賢雄
- キツネ - 山崎たくみ
- リトルX - 岩永哲哉
- 春巻龍、国会議員 - 島田敏
- 長崎屋奈々子 - 白鳥由里
- 校長先生、畑松五郎 - 宮田浩徳
- 女子高校生 - 佐々木庸子、小島朋子

### スタッフ
- 原作 - 浜岡賢次
- 総監督 - 谷田部勝義
- 脚本 - 園田英樹
- 脚本協力 - 志茂文彦、岡崎純子
- 音響監督 - 松浦典良
- プロデューサー - 川上涼子
- アシスタントプロデューサー - 伊藤淳
- 音楽 - 上綱克彦
- 効果 - 伊藤克己
- 録音 - 丸山光義
- 企画協力 - 高橋宏和（秋田書店）、伊藤純（秋田書店）

### 主題歌
「○▽□未来の子」
作詞・作曲 - TOM / 編曲 - 嶋田昌典 / 歌 - スリーキャットナイト

## テレビアニメ

### 第1期
1998年6月30日から同年8月24日まで、TBS系（一部地域を除く）の深夜番組『ワンダフル』内で放送。監督は大地丙太郎。1話約5分、全33話（うち1話はテレビ未放送）。翌1999年8月に新作映像を交えた再放送も行われている。ガイドブック（後述）、全3巻のサウンドトラックも発売された。企画が動いた時、浜岡がアシスタントと一緒に大地の監督作品である『こどものおもちゃ』を見て気に入ったため、大地に「是非あのテンポでやってほしい」と注文した。「『会話劇ではなく、アクションで間合いを取る』中心のビジュアルで構成されている原作をそのままアニメ化すると尺を持て余してしまう」という判断から、テンポを崩さないために放送時間を『セクシーコマンドー外伝 すごいよ!!マサルさん』より2分短い5分半に設定し、絵コンテを修正してもなお余ってしまった尺を保たせるため、アニメオリジナルの要素としてショッカーO野によるナレーションや挿入歌が取り入れられている。ボギー愛子は登場せず、彼女の役割を受け継いだオリジナルキャラクター「三途野川霊子」が登場する。この変更理由は肖像権の都合もあるが、どちらかと言えば浜岡自身の意向に依る部分が大きく、ガイドブック内のインタビューで「ボギーに関しては変えて正解でしたね。今さらあのキャラで出しても時代遅れですから」とコメントしている。

#### 制作エピソード
- 主要キャストには女性声優が多く、小鉄役の岩坪理江によると番組内で飛び交う罵詈雑言や刺激が強すぎる下ネタに皆困惑しながら収録を進めていったという[注 14]。また、のり子役の荒木香恵は「こんなガラの悪い関西弁を喋ったのは初めてだった」、仁 / ベム / 国会議員役の石井康嗣は「仁は感情を表に出さないタイプなのでイメージを掴みづらく、国会議員もデタラメな英語を話さないといけないので大変だった。一番やりやすかったのはベムだった」とそれぞれ述べている[149]。
- 原作者の浜岡は肖像権を理由とする一部キャラクターの改変や一部（主に初期の回）の演出に不満を露わにしたものの、大地の手腕自体は評価しており、「もし続編を作るとしても大地監督以外なら断りますね」とコメントしている[147]。
- 1発目のエンディングでは10年続けることを示唆しているものの、大地によると最初から放送期間が2ヶ月であることが決まっており[146]、ギャグのつもりだったという。だが本気にした視聴者から放送終了後に「打ち切りになった」と囁かれるようになってしまったため、落胆したという[150]。

#### キャスト（第1期）
- 大沢木小鉄、ハッチ - 岩坪理江
- 大沢木大鉄 - 松山鷹志
- 大沢木順子 - 天野由梨
- 大沢木金鉄、牛松虎五郎 - 坂東尚樹
- 大沢木晴郎、春巻龍、丸山千秋 - 一条和矢
- 大沢木裕太、鈴木フグオ、スタスキー - 大谷育江
- 大沢木桜、上田信彦、仁ママ、のり子のお母ん - 岡村明美
- 菊池あかね - 小西寛子
- 土井津仁、国会議員、十三階段ベム、のり子のお父ん - 石井康嗣
- 西川のり子、角田弁慶 - 荒木香恵
- 梅星涙、長崎屋奈々子 - 生駒治美
- 中村タケシ - 松本吉朗（現：松本ヨシロウ）
- キツネ、フグオの母 - 中川玲
- 梅星球道 - 井上和彦
- 花丸木、フグオの父、地獄くん - 内藤玲
- 脳田達規 - 森訓久
- 星野虎吉 - 上田祐司（現：うえだゆうじ）
- 三途野川霊子 - 巴菁子
- 柳梅 - 片岡富枝
- 王様 - 長島雄一
- ナレーション - ショッカーO野（31発目を除く）、松島みのり（31発目のみ）

#### スタッフ（第1期）
- 原作 - 浜岡賢次
- 企画 - 吉田啓良
- 企画協力 - 源生哲雄、高橋宏和、池口和彦
- 編集部担当 - 伊藤純
- キャラクターデザイン - 音地正行
- 美術監督 - 中村隆
- 撮影監督 - 吉田光伸
- 編集 - 松村正宏
- 音楽 - 山本はるきち
- 音響監督 - 田中一也
- 音響制作 - ダックスプロダクション
- 音楽制作 - イーストウエスト・ジャパン
- アニメーションプロデューサー - 野口和紀
- アニメーション制作 - スタジオディーン
- 監督・構成 - 大地丙太郎
- 文芸 - 鈴木あき子
- 監督補佐 - 宮崎なぎさ
- 色彩設定 - 松本真司
- 効果 - 奥田維城
- 製作 - TBS

#### 主題歌（第1期）
「ナツノマボロシ」（1発目 - 16発目）
作詞 - 鈴木将人 / 作曲・編曲・歌 - SHEEP
「I'll〜アイル〜」（17発目 - X発目）
作詞 - 京 / 作曲 - Dir en grey / 編曲 - Dir en grey&KIYOSHI（D≒SIRE/Kreis）  / 歌 - Dir en grey
21発目より、最後に小西寛子による「今のうちに美しいものを見といてね」というナレーションが入る。また、『キテレツ大百科』のパロディキャラ・敵烈藤男、カントクの父、ダンゴゴン太がこのオープニングのみに登場する。
挿入歌
「禁煙ブルース」（4発目）
作詞 - 大地丙太郎 / 作曲・編曲 - 山本はるきち / 歌 - 松山鷹志
「きんたまげりはちょっとやめてブルース」（5発目）
作詞 - 大地丙太郎 / 作曲・編曲 - 山本はるきち / 歌 - 岩坪理江 / コーラス - 一条和矢、松山鷹志、松本吉朗、小野英昭、山本はるきち
「キャップちんちんの歌」（6発目）
作詞 - 大地丙太郎 / 作曲・編曲 - 山本はるきち / 歌 - 岩坪理江 / コーラス - 一条和矢、小西寛子
「動物賛歌」（9発目、11発目、24発目）
作詞 - 大地丙太郎 / 作曲・編曲 - 山本はるきち / 歌 - 坂東尚樹 / コーラス - 岩坪理江、小西寛子、荒木香恵
「十三階段の歌」（18発目）
作詞 - 大地丙太郎 / 作曲・編曲 - 山本はるきち / 歌 - 石井康嗣 / コーラス - 岩坪理江、小西寛子、荒木香恵
「仁サンバ」（19発目）
作詞 - 大地丙太郎 / 作曲・編曲 - 山本はるきち / 歌 - 石井康嗣
「国会議員ラップ」（21発目）
作詞 - 大地丙太郎 / 作曲・編曲 - 山本はるきち / 歌 - 石井康嗣
「カップラーメンは3分待て」（25発目）
作詞 - 大地丙太郎 / 作曲・編曲 - 山本はるきち / 歌 - 一条和矢
「男前の日は近い」（26発目）
作詞 - 大地丙太郎 / 作曲・編曲 - 山本はるきち / 歌 - 一条和矢
「男前の日は過ぎて」（26発目）
作曲・編曲 - 山本はるきち / セリフ - 一条和矢
「あかねちゃんの歌」（28発目）
作詞 - 大地丙太郎 / 作曲・編曲 - 山本はるきち / 歌 - 小西寛子
「この世に神がいるのなら」（30発目）
作詞 - 大地丙太郎 / 作曲・編曲 - 山本はるきち / 歌 - 松本吉朗 / コーラス - 岩坪理江、荒木香恵、生駒治美、那須めぐみ、中川玲
「地獄くんの歌」（30発目）
作詞 - 大地丙太郎 / 作曲・編曲 - 山本はるきち / 歌 - 内藤玲 / コーラス - 岩坪理江、荒木香恵、生駒治美
「舟盛りの歌」（31発目）
作詞 - 大地丙太郎 / 作曲・編曲 - 山本はるきち / 語り - 松島みのり

#### 各話リスト（第1期）
X発目「走れスジャータ」は当初27発目として放送される予定だったが、和歌山毒物カレー事件の影響により放送されず、VHS化の際に初めて公開された（この話の中にカレーが登場するため）。
| 話数   | サブタイトル                      | 絵コンテ         | 演出       | 作画監督   | 放送日         | 原作エピソード                                                                        |
| ------ | --------------------------------- | ---------------- | ---------- | ---------- | -------------- | ------------------------------------------------------------------------------------- |
| 1発目  | 鼻毛な奴ら                        | 大地丙太郎       | 則座誠     | 波風立流   | 1998年 6月30日 | 1発目「鼻毛な奴ら」（『無印』第1巻収録）                                              |
| 2発目  | ドイツ人                          | やすみ哲夫       | 則座誠     | 波風立流   | 7月1日         | 5発目「ドイツ人」（『無印』第1巻収録）                                                |
| 3発目  | あんとんナッツ                    | 桜井弘明         | 則座誠     | 笠原彰     | 7月2日         | 13発目「あんとんナッツ」（『無印』第1巻収録）                                         |
| 4発目  | 大鉄トゥワイライト                | 近藤信宏         | 則座誠     | 小林勝利   | 7月6日         | 14発目「大鉄トゥワイライト」（『無印』第1巻収録）                                     |
| 5発目  | 転校人                            | 近藤信宏         | 横山広行   | 河南正昭   | 7月7日         | 18発目「転校人」（『無印』第2巻収録）                                                 |
| 6発目  | 沈む肉                            | 横山広行         | 横山広行   | 河南正昭   | 7月8日         | 24発目「沈む肉」（『無印』第2巻収録）                                                 |
| 7発目  | 春巻                              | そえたかずひろ   | 横山広行   | 河南正昭   | 7月9日         | 33発目「春巻」（『無印』第3巻収録）                                                   |
| 8発目  | ジャストンぴーなつ                | 松竹徳幸         | 横山広行   | 河南正昭   | 7月13日        | 39発目「ジャストンぴーなつ」（『無印』第3巻収録）                                     |
| 9発目  | むつでゾーラム                    | やすみ哲夫       | 吉田俊司   | 小林一三   | 7月14日        | 16発目「むつでゾーラム」（『無印』第1巻収録）                                         |
| 10発目 | 歯肉女                            | 横山広行         | 吉田俊司   | 小林一三   | 7月15日        | 26発目「歯肉女」（『無印』第2巻収録）                                                 |
| 11発目 | ぶりちん                          | 井硲清高         | 吉田俊司   | 小林一三   | 7月16日        | 35発目「ぶりちん」（『無印』第3巻収録）                                               |
| 12発目 | 卵争                              | 近藤信宏         | 吉田俊司   | 小林一三   | 7月20日        | 46発目「卵争」（『無印』第3巻収録）                                                   |
| 13発目 | あっきゅー                        | 細川秀樹         | 村田雅彦   | 畑良子     | 7月21日        | 42発目「あっきゅー」（『無印』第3巻収録）                                             |
| 14発目 | ダンボーラー                      | もりたけし       | 村田雅彦   | 畑良子     | 7月22日        | 50発目「ダンボーラー」（『無印』第4巻収録）                                           |
| 15発目 | 新にーちゃんうーたん              | もりたけし       | 村田雅彦   | 畑良子     | 7月23日        | 73発目「新にーちゃんうーたん」（『無印』第5巻収録）                                   |
| 16発目 | 野良ミャオ                        | 井硲清高         | 村田雅彦   | 馬越嘉彦   | 7月27日        | 87発目「野良ミャオ」（『無印』第6巻収録）                                             |
| 17発目 | 梅星                              | 松竹徳幸         | 則座誠     | 小林勝利   | 7月28日        | 77発目「梅星」（『無印』第6巻収録）                                                   |
| 18発目 | ふじまる                          | 近藤信宏         | 則座誠     | 波風立流   | 7月29日        | 84発目「ふじまる」（『無印』第6巻収録）                                               |
| 19発目 | 馬鹿サラダ                        | 井硲清高         | 則座誠     | 笠原彰     | 7月30日        | 109発目「馬鹿サラダ」（『無印』第8巻収録）                                            |
| 20発目 | どみそ                            | 則座誠           | 則座誠     | 波風立流   | 8月3日         | 58発目「どみそ」（『無印』第4巻収録）                                                 |
| 21発目 | バイショー                        | ワタナベシンイチ | 横山広行   | 河南正昭   | 8月4日         | 148発目「バイショー」（『無印』第10巻収録） 250発目「走る野糞」（『無印』第17巻収録） |
| 22発目 | 野良P38                           | 川獺次美         | 横山広行   | 馬越嘉彦   | 8月5日         | 239発目「野良P38」（『無印』第17巻収録）                                              |
| 23発目 | 新ボンボンらむーん                | そえたかずひろ   | 横山広行   | 河南正昭   | 8月6日         | 125発目「新ボンボンらむーん」（『無印』第9巻収録）                                    |
| 24発目 | 血の海                            | もりたけし       | 横山広行   | 河南正昭   | 8月10日        | 177発目「血の海」（『無印』第12巻収録）                                               |
| 25発目 | 馬鹿者                            | 細川秀樹         | 清水明     | 小林一三   | 8月11日        | 4汁目「馬鹿者」（『アニメブック』『お宝！』収録）                                     |
| 26発目 | 新・野良ミャオ                    | 松竹徳幸         | 清水明     | 笠原彰     | 8月12日        | 138発目「新・野良ミャオ」（『無印』第10巻収録）                                       |
| 27発目 | しんま                            | ワタナベシンイチ | 清水明     | 小林一三   | 8月13日        | 120発目「しんま」（『無印』第9巻収録）                                                |
| 28発目 | 便乗太郎                          | 細川秀樹         | 村田雅彦   | 増永計介   | 8月17日        | 150発目「便乗太郎」（『無印』第11巻収録）                                             |
| 29発目 | よごれ                            | 近藤信宏         | 村田雅彦   | 小林勝利   | 8月18日        | 181発目「よごれ」（『無印』第13巻収録）                                               |
| 30発目 | 新へっぴり                        | 井硲清高         | 村田雅彦   | 小林勝利   | 8月19日        | 183発目「新へっぴり」（『無印』第13巻収録）                                           |
| 31発目 | 舟盛りの歌（「馬鹿夏」より）      | 大地丙太郎       | 村田雅彦   | 音地正行   | 8月20日        | 184発目「馬鹿夏」（『無印』第13巻収録）                                               |
| 32発目 | あぁ...春巻さん物語フォーエバァー | （総集編）       | （総集編） | （総集編） | 8月24日        | （総集編）                                                                            |
| X発目  | 走れスジャータ                    | もりたけし       | 清水明     | 河南正昭   | 11月25日       | 182発目「走れスジャータ」（『無印』第13巻収録）                                       |

#### 映像ソフト（第1期）
いずれもバンダイビジュアルより発売。VHSは1998年10月25日と11月25日、LDは同年12月28日、DVDは2001年2月25日に発売された。1990年代末期の制作だった本編は常にセル作画部分とデジタル作画部分が混在し、ビデオ合成を施した影響で画質が粗くなっている部分も散見される。放送用のVTRマスターを使用しているため、高解像度のメディア（LD、DVD）で展開しているものの、その恩恵を受けるのは不可能である。現在はいずれも廃盤となっており、2023年時点でBlu-ray版はリリースされていない。
| 巻数  | 発売日         | 収録話          |
| VHS   | VHS            | VHS             |
| ----- | -------------- | --------------- |
| VOL.1 | 1998年10月25日 | 1発目 - 8発目   |
| VOL.2 | 1998年10月25日 | 9発目 - 16発目  |
| VOL.3 | 1998年11月25日 | 17発目 - 24発目 |
| VOL.4 | 1998年11月25日 | 25発目 - X発目  |
| LD    |                |                 |
| VOL.1 | 1998年12月28日 | 1発目 - 16発目  |
| VOL.2 | 1998年12月28日 | 17発目 - X発目  |
| DVD   |                |                 |
| VOL.1 | 2001年2月25日  | 1発目 - 16発目  |
| VOL.2 | 2001年2月25日  | 17発目 - X発目  |

#### サウンドトラック
いずれもイーストウエスト・ジャパンより発売。付録としてCD1枚につき3枚のトレーディングカード（全20種＋当たり）がランダムに封入されており、「当たり」のカードをイーストウエスト・ジャパン宛に送ると、カードを収納できるアルバムをもらうことができた（現在は無効）。
1. 『鼻毛な奴ら』（1998年8月19日発売） - 「ナツノマボロシ」のTVサイズを収録。
2. 『むつでゾーラム』（1998年10月7日の発売が予定されていた[151]が、11月5日に延期された）
3. 『あぁ春巻さん物語』（1998年10月15日発売） - 全挿入歌のカラオケバージョンを収録。

### 第2期
『毎度！浦安鉄筋家族』のタイトルで、2014年7月6日より放送・配信された。1話約3分、全24話。
第1期と同様、大地丙太郎が監督、スタジオディーンがアニメ制作を担当。主要キャストは一新されており、ブシロードとタイアップしているため、ブシロードグループの響所属の声優が多く起用されている。
第1期で多く見られた大便ネタや実在人物のパロディは登場しない。また「毎度！」名義ではあるが、エピソードのほとんどは『無印』や『元祖！』から選り抜かれている。

#### キャスト（第2期）
- 大沢木小鉄、菊池あかね、山崎民子 - 三森すずこ
- 大沢木大鉄、大沢木晴郎、大沢木金鉄、土井津仁、春巻龍、力士 - 一条和矢
- 大沢木順子、仁ママ、フグオの母 - 東條加那子
- 大沢木裕太、鈴木フグオ、野村幸子 - 楠田亜衣奈
- 大沢木桜、西川のり子、淡口静香 - 橘田いずみ
- 上田信彦、花子、長崎屋奈々子 - 楠ひなた
- 花園垣、花園勇花 - 山口祥行
- 江戸五郎、山田真夜 - 岡村明美
- ポセイドン笠原、大沢木大鉄（19発目のみ[152]） - 松山鷹志
- 根本和江、田中 - 西村ちなみ
- フグオの父、万田・α・太郎 - 武田一成
- 花丸木、ナレーション - 森嶋秀太
- エンドカードナレーション - ショッカーO野

#### スタッフ（第2期）
- 原作 - 浜岡賢次
- 企画 - 沢考史、桜井康彦、尾山仁康、新宿五郎
- プロデューサー - 原大介、買場道雄、浦崎宣光、今西栄介
- 音楽 - 山本はるきち
- 効果 - 上野励
- 調整 - 木澤秀昭
- 企画協力 - 阿部知司、YTE
- 監督・絵コンテ - 大地丙太郎
- 演出 - 大地丙太郎（1発目 - 5発目）→桜井弘明（6発目 - 24発目）
- 音響制作 - ダックスプロダクション
- アニメーション制作 - スタジオディーン
- 製作 - はなくそ一発（スタジオディーン、ダックスプロダクション、TOKYO MX[注 23]）

#### 主題歌（第2期）
「鋼の街」（1発目 - 13発目）
歌 - 冠徹弥
「鋼の街 アイドルver」（14発目 - 25発目）
歌 - キャンディボイス（コーラス - 冠徹弥）

#### 各話リスト（第2期）
| 話数   | サブタイトル                            | 作画監督 | 原画                                  | 放送日        | 原作エピソード                                                             |
| ------ | --------------------------------------- | -------- | ------------------------------------- | ------------- | -------------------------------------------------------------------------- |
| 1発目  | アドベンチャーファミリー / 行徳を越えて | 小田真弓 | 高橋しんや                            | 2014年 7月6日 | 282固め「アドベンチャーファミリー / 行徳を越えて」（『元祖！』第19巻収録） |
| 2発目  | 浦安マイヤーズ                          | 小田真弓 | 清水勝祐 佐々木剛 ひのたかふみ        | 7月13日       | 149キンポ「浦安マイヤーズ」（『毎度！』第10巻収録）                        |
| 3発目  | 辛辣！イカ男                            | 小田真弓 | 野澤綾子 青木康哲                     | 7月20日       | 283固め「辛辣！イカ男」（『元祖！』第19巻収録）                            |
| 4発目  | マルキーフィギュア                      | 山村俊了 | 能地清 越貴史                         | 7月27日       | 285固め「マルキーフィギュア」（『元祖！』第19巻収録）                      |
| 5発目  | 彼はお休み                              | 山村俊了 | 小林勝利 なかじまちゅうじ             | 8月3日        | 343発目「彼はお休み」（『無印』第24巻収録）                                |
| 6発目  | どーもすいません                        | 山村俊了 | 南伸一郎 青木康哲                     | 8月10日       | 313発目「どーもすいません」（『無印』第22巻収録）                          |
| 7発目  | 便乗してもいいですか?                   | 山村俊了 | 才木康寛 杉田柊                       | 8月17日       | 417発目「便乗してもいいですか？」（『無印』第28巻収録）                    |
| 8発目  | 真・野良ミャオ                          | 山村俊了 | 小林勝利                              | 8月24日       | 7汁目「真・野良ミャオ」（『お宝！』収録）                                  |
| 9発目  | 甘い爪                                  | 武本大介 | 越貴史 野澤綾子                       | 8月31日       | 260固め「甘い爪」（『元祖！』第18巻収録）                                  |
| 10発目 | てる                                    | 大塚八愛 | 杉田柊 高橋しんや                     | 9月7日        | 98発目「てる」（『無印』第7巻収録）                                        |
| 11発目 | 素晴らしき哉、日本人！                  | 小田真弓 | 中澤勇一 河南正昭                     | 9月14日       | 26キンポ「素晴らしき哉、日本人！」（『毎度！』第2巻収録）                  |
| 12発目 | 大王イカ物語                            | 山村俊了 | 越貴史 清水勝祐                       | 9月21日       | 159固め「大王イカ物語」（『元祖！』第11巻収録）                            |
| 13発目 | イトーストーリー3                       | 小田真弓 | 野澤綾子 高野菜央                     | 9月28日       | 411固め「イトーストーリー3」（『元祖！』第28巻収録）                       |
| 14発目 | ボーズ探偵                              | 山村俊了 | 才木康寛                              | 10月5日       | 284発目「ボーズ探偵」（『無印』第20巻収録）                                |
| 15発目 | オスメント                              | 小田真弓 | 青木康哲 片岡康治                     | 10月12日      | 406固め「オスメント」（『元祖！』第28巻収録）                              |
| 16発目 | 遠い空のムタへ                          | 小田真弓 | 吉開順子 平林考                       | 10月19日      | 414固め「遠い空のムタへ」（『元祖！』第28巻収録）                          |
| 17発目 | ポセイドン                              | 小田真弓 | 小田真弓 能地清                       | 10月26日      | 81発目「ポセイドン」（『無印』第6巻収録）                                  |
| 18発目 | ヒカデン                                | 小田真弓 | 野澤綾子 管野千愛                     | 11月2日       | 225発目「ヒカデン」（『無印』第16巻収録）                                  |
| 19発目 | ノド輪                                  | 山村俊了 | 大前裕美子 前田綾 高橋しんや 青木康哲 | 11月9日       | 242発目「ノド輪」（『無印』第17巻収録）                                    |
| 20発目 | 食用ブリーフ                            | 山村俊了 | 才木康寛                              | 11月16日      | 304固め「食用ブリーフ」（『元祖！』第21巻収録）                            |
| 21発目 | 傘ネタ、カーサ渡し                      | 山村俊了 | 野澤綾子 菅野千愛                     | 11月23日      | 356固め「傘ネタ、カーサ渡し」（『元祖！』第24巻収録）                      |
| 22発目 | トッカータと大鉄                        | 山村俊了 | 青木康哲 越貴史                       | 11月30日      | 266発目「トッカータと大鉄」（『無印』第18巻収録）                          |
| 23発目 | となりは花子さん                        | 小田真弓 | 中澤勇一 清水勝祐                     | 12月7日       | 347固め「となりは花子さん」（『元祖！』第24巻収録）                        |
| 24発目 | 賛成の反対                              | 小田真弓 | 才木康寛                              | 12月21日      | 315固め「賛成の反対」（『元祖！』第22巻収録）                              |
| 25発目 | ？                                      | -        | -                                     | 12月28日      | フグオ役の楠田亜衣奈による、Blu-ray発売とTOKYO MXでの再放送の告知。        |

#### 放送局（第2期）
| 放送地域 | 放送局             | 放送期間                | 放送日時           | 放送系列   | 備考                        |
| -------- | ------------------ | ----------------------- | ------------------ | ---------- | --------------------------- |
| 東京都   | TOKYO MX           | 2014年7月6日 - 12月28日 | 日曜 22:27 - 22:30 | 独立局     | 製作委員会参加              |
| 兵庫県   | サンテレビ         | 2014年7月6日 - 12月28日 | 日曜 22:27 - 22:30 | 独立局     | EPG上では日曜 22:25 - 22:30 |
| 日本全域 | ニコニコチャンネル | 2014年7月6日 - 12月28日 | 日曜 22:27 更新    | ネット配信 |                             |

バンダイチャンネル公式サイトでも配信されている。
本放送終了後、インターネットテレビ局「AbemaTV」のアニメ24チャンネルにて2016年11月23日より再放送を開始したが、エンドカードはカットされている。理由としては、本放送から数年が経過しており、当時のエンドカードで紹介された週刊および月刊少年チャンピオンの連載作品がすでに連載終了となっているものも含んでいるため（例として1発目の『侵略!イカ娘』など）。

#### 映像ソフト（第2期）
全24話収録のBlu-rayがドリームクリエイションより2015年2月20日に発売された。特典CD付きの特装版（DCBD-0008）と通常版（DCBD-0009）の2種類がある。

## テレビドラマ
『週刊少年チャンピオン』2019年52号（同年11月28日発売）にて実写ドラマ化されることを発表。2020年4月11日（10日深夜）から、テレビ東京系列『ドラマ24』にて放送が開始されたが、新型コロナウイルス感染拡大の影響で撮影が休止となったため、7発目（当初は5月23日（22日深夜）放送予定）以降の放送が延期となった。この間は代替番組の放送を挟み、同年8月22日（21日深夜）より放送を再開し、9月26日（25日深夜）まで放送された。なお1クール（3か月）遅れて放送しているBSテレビ東京では2020年7月の夏季クールで放送予定だったが、こちらも秋季クール（10月5日（4日深夜）開始）まで延期されている。
原作者の浜岡ですら「（コンプライアンス上の）問題が多くて絶対に無理」と言っていた原作のドラマ化は、テレビ東京ドラマ室の「最終兵器」で「漫画の中から出てきたみたい」な新人プロデューサーである藤田絵里花（浦安市出身）が「全力でコンプライアンスに挑む」ことで実現し、藤田は本作でプロデューサーデビューを果たした。CPの阿部真士は藤田の「私、7年連続でおみくじは大吉を引いています！」の一言から企画を通したという。また、メディアプルポの瑠東東一郎はプロデューサー（藤田）からのオーダーが「テレ東史上最大の問題作にして下さい」だったことを明かしている。
劇団のヨーロッパ企画が制作に大きく関与しており、脚本・監督・出演者に同劇団の所属俳優が多数起用されている。また、ドラマ内では大鉄役の佐藤二朗がイメージキャラクターを務める『いい部屋ネット』（大東建託）とのタイアップCMも放送されている。

### 原作・アニメ版との相違点
- 原作・アニメ版では小鉄が一応の主人公として扱われている[注 29]が、ドラマ版では大鉄が主人公となる[159][160]。
  - 原作の大鉄は家族以外の人間をほぼ名前で呼ばなかったが、ドラマ版ではそれらの人物に対しても呟く程度に名前を呼んでいる。
- ストーリー構成はアニメ版のように原作を忠実に再現したものではなく、原作『無印』編における複数のエピソードを織り交ぜた上でドラマオリジナルの人物やシーンを追加したものとなっている。ただし、順子や桜の服装・ヘアスタイルは『元祖！』以降に準じたものとなっており、その他の登場人物の容姿も原作から大幅に翻案されている。
- 原作は基本的に連載当時の日本の社会情勢（プロ野球ペナントレースの結果、たばこ税の税上げ、当時流行した番組やCMなど）を反映しているため、ドラマ版では令和2年の時代に合わせた世界観に変更されている。そのため、原作『無印』編には無いインターネットやスマートフォンが関わる描写が存在する。
- 原作には大沢木家の人物が本編に全く登場しない（あるいは短い場面しか登場しない）回が多数存在するが、ドラマ版では家族全員[注 30]が全エピソードに登場するように変更されている。これに伴い、金鉄がレギュラー化された。
- 大鉄の度を越した暴走運転や大便関連など、実写で表現するのが困難なシーンは、一部ミニカーや模型を使った演出で再現される。
- 実在人物のパロディキャラクターは出演の許可が下りた人物のみ登場し、モデルとなった人物本人が演じる。
  - 国会議員は登場せず、代わりにプロレスラーの真壁刀義が本人役として出演する。キャラクターとしての役割は国会議員と同じ。
  - 橋友信也はモデルとなった橋本真也が故人であったため、息子の橋本大地が演じた。
- 放送時は『あっぱれ！』が連載中だったが、以下に挙げる点を除き、登場人物の設定は『無印』編準拠となっている（ただし、麻岡ゆみと大鉄のタクシー仲間は『元祖！』からの登場）。
  - 大鉄が自家用タクシーとして使用している車は原作ではS50系スカイラインだが、ドラマ版ではミズリナグリーンのRAS240系クラウンになっている。
  - 小鉄とその同級生が小学5年生、桜と花丸木が高校2年生に変更。
  - 金鉄は原作・アニメ版では標準語を話すが、ドラマ版では関西弁を話す。また、原作・アニメ版よりも痴呆が進んでいることを示唆する描写がある。
  - ハッチとスタスキーが登場しない。
  - 仁は原作・アニメ版では小鉄の隣のクラスの転校生（『元祖！』以降は小鉄と同クラス）だが、ドラマ版では最初から小鉄のクラスメイトである。
  - 奈々子先生は原作・アニメ版では小鉄とは別のクラスの担任だが、ドラマ版では小鉄のクラスの副担任である。
  - 星くんが本物の宇宙人という設定で、原作とは全く別物のキャラとして描かれている。
- 原作に随所で登場するデデニーランド（東京ディズニーランドのパロディ）はドラマ版には登場せず[注 31]、オフィシャルホテルの外観が映り込むだけに留まる。
- 花丸木の露出シーンは、野外ロケが多いことを考慮して演者にブリーフを履かせており、劇中では全裸として扱われている[注 32]が実際はパンツ一丁の状態である。

### キャスト（テレビドラマ）
- 大沢木大鉄 - 佐藤二朗[161]
- 大沢木順子 - 水野美紀[162]
- 大沢木桜 - 岸井ゆきの[162]
- 大沢木晴郎 - 本多力[162]
- 大沢木小鉄 - 斎藤汰鷹[162]
- 大沢木金鉄 - 坂田利夫[162]
- 大沢木裕太 - キノスケ[162]
- 花丸木 - 染谷将太[163]
- 春巻龍 - 大東駿介[163]
- 麻岡ゆみ - 松井玲奈[163]
- 仁ママ - 宍戸美和公[163]
- 大鉄のタクシー常連客 - 滝藤賢一[注 33][163]
- 大谷暑司 - 大仁田厚[164]
- 江戸紫桃代 - アジャコング[164]
- 柳梅 - 藤田朋子
- フグオの父 - 諏訪雅
- フグオの母 - 枝元萌
- 西川家・母 - MEGUMI[165]
- 西川家・父 - バッファロー吾郎A[165]
- 浅野 - 角田貴志
- 井上 - 石田剛太
- 宇野 - 中川晴樹
- 土井津仁 - 細井鼓太
- 鈴木フグオ - 小山春朋
- 上田信彦 - 山城琉飛
- 菊池あかね - 土屋希乃
- 西川のり子 - 平澤宏々路
- 星くん - 永野宗典
- 大鉄の母 / ナレーション - 木野花[166]

#### ゲスト
三発目
- 真壁刀義[注 34] - 真壁刀義（本人）[164]

四発目
- 長崎屋奈々子 - 広瀬アリス（友情出演）[165]

五発目
- スーパーの店員 - シュウペイ（ぺこぱ）[165]、佐野泰臣[注 35][167]

六発目
- 中華料理屋店主 - 松尾諭[168]
- 大食い番組MC - 中村ゆうじ
- 大食いチャレンジャー - Doracö

七発目
- 橋友信也 - 橋本大地[169]
- ビンのフタ開けチャレンジャー - 武井壮[169]、葉加瀬マイ[169]
- サンボマスター - 山口隆、近藤洋一、木内泰史（本人）[169]

八発目
- ボギー愛子 - 池谷のぶえ[170]
- 稲川ジューン - 稲川淳二[170]
- BiSH - アユニ・D、セントチヒロ・チッチ、ハシヤスメ・アツコ（本人）[170]
- 少年の霊 - 守永伊吹
- 田中圭（写真[注 36]）[注 35]

十発目
- 中村タケシ - 泉澤祐希[171]

十一発目
- リポーター1 - 長田庄平（チョコレートプラネット）[172]
- リポーター2 - 松尾駿（チョコレートプラネット）[172]
- 江成 - 椙山さと美
- 尾藤 - 奥村佳恵
- 小柳友貴美

最後の一発（最終話）
- タクシーの乗客 - 中川翔子、土佐和成、ジャッキーちゃん、カイル・カード、エゼマタ健太チャールズ
- アナウンサー - 田中瞳（テレビ東京アナウンサー）

### スタッフ（テレビドラマ）
- 原作 - 浜岡賢次『浦安鉄筋家族』（少年チャンピオン・コミックス / 秋田書店刊）
- オープニングテーマ - サンボマスター「忘れないで 忘れないで」（ビクターエンタテインメント / Getting Better）[173]
- エンディングテーマ - BiSH「ぶち抜け」（avex trax）[174]
- 監督（七発目以降「演出」表記） - 瑠東東一郎、吉原通克、諏訪雅（ヨーロッパ企画）、松下敏也
- 脚本 - 上田誠（ヨーロッパ企画）、諏訪雅（ヨーロッパ企画）、酒井善史（ヨーロッパ企画）
- 撮影協力 - 浦安市、千葉県フィルムコミッション、浦安市商店街連合会、浦安市商工会議所ほか
- 発明品制作 - 酒井善史（ヨーロッパ企画）
- ミニチュア特撮 - 飯塚貴士
- ミニチュア制作 - J-FACTORY
- アクションコーディネーター - 富田稔
- 技術協力 - ビデオフォーカス、バスク
- 照明協力 - ロケット
- ポスプロ - アムレック、ビーグル
- 監修協力 - 秋田書店
- チーフプロデューサー - 阿部真士（テレビ東京）
- プロデューサー - 藤田絵里花（テレビ東京）、神山明子（メディアプルポ）
- 制作 - テレビ東京、メディアプルポ
- 製作・著作 - 「浦安鉄筋家族」製作委員会

### 放送日程
| 話数                 | 放送日         | サブタイトル           | 配信時サブタイトル                    | ラテ欄                                                                         | 脚本     | 監督 / 演出 |
| -------------------- | -------------- | ---------------------- | ------------------------------------- | ------------------------------------------------------------------------------ | -------- | ----------- |
| 一発目               | 2020年 4月11日 | 大鉄ノースモーキン     | コンプラ上等 ダメ親父に愛の禁煙刑     | コンプラ上等ダメ親父に愛の禁煙刑！ 脱走&衝撃の㊙カートン吸い                   | 上田誠   | 瑠東東一郎  |
| 二発目               | 4月18日        | 順子エマージェンシー   | 命懸け！ ベビーファイトのゴングが鳴る | 溺愛の三男が発熱!? 病院行き阻む20人の敵 命がけママバトル!!                     | 上田誠   | 瑠東東一郎  |
| 三発目               | 4月25日        | 桜らむドリーミン       | 娘の彼は全裸男！ 父怒りの電気アンマ   | 恋する乙女が禁断の全裸デート!? 父、怒りの電気アンマ炸裂！                      | 上田誠   | 瑠東東一郎  |
| 四発目               | 5月02日        | 春巻ティーチン         | ダメ教師が遭難!? 炎のカンフー対決     | 最弱おバカ教師の㊙家庭訪問&遭難生活!? ウンコ爆弾でSOS                          | 上田誠   | 瑠東東一郎  |
| 五発目               | 5月09日        | 西川家ムービン         | 負けたらハリセン!? 世紀の東西バトル！ | 負けたらキン蹴り!? 西の虎党VS東のG党！ 強烈アナーキー家族と隣人バトル          | 上田誠   | 瑠東東一郎  |
| 六発目               | 5月16日        | チャーハン平らげヌーン | 激マズ中華店で 大食いチャレンジ!?     | 激マズ店で大食い!? 1万円を懸けた勝負！ 炒飯4キロを50分で完食せよ！             | 諏訪雅   | 諏訪雅      |
| （この間、放送中断） |                |                        |                                       |                                                                                |          |             |
| 七発目               | 8月22日        | 山田誉あけナイト       | ビンのフタVS 浦安の猛者達!?           | 挑戦者出てこいや！ 破壊王に百獣の王に…人妻? 浦安中の猛者がビンのフタに挑む！   | 諏訪雅   | 松下敏也    |
| 八発目               | 8月29日        | 金鉄アセンション       | 夏の心霊祭り!? 稲川淳二も参戦!?       | やだな〜怖いな〜…ボギーのウンコ除霊!? 地縛霊と子供達の絆に全浦安が号泣する!?   | 上田誠   | 瑠東東一郎  |
| 九発目               | 9月05日        | 晴郎アローン           | ニート決死の留守番で 返り咲き!?       | 異星人現る!? オタクニート決死の留守番！ ラブリー小便シャワーで愛のおしごきよ！ | 酒井善史 | 吉原通克    |
| 十発目               | 9月12日        | 子供たちグローイン     | 長女に妊娠疑惑!? 母のスパイ大作戦     | 17歳の長女が妊娠!? 鼻タレ小学生に恋文!? 母の思春期㊙捜査！                     | 酒井善史 | 吉原通克    |
| 十一発目             | 9月19日        | 大沢木家トラベリン     | 大沢木家が サンタモニカ旅行!?         | 緊急バカンス宣言！ 伊豆!? 沖縄!? まさかのサンタモニカへGO                      | 上田誠   | 瑠東東一郎  |
| 最後の一発           | 9月26日        | 続・大沢木家トラベリン | 忘れないで…… ダメ父の愛が時空を超える | 愛は時空を超える!? 史上最悪の家族旅行に涙の結末!? 西海岸から父のアイラブユー！ | 上田誠   | 瑠東東一郎  |

番組はTVer、ひかりTV、Paraviでも配信されている。

### 撮影休止中のトラブルとその余波
前述の通り、新型コロナウイルス感染拡大の影響で撮影休止に追い込まれたが、撮影休止中に大沢木家のシーンの撮影に使用していた東京都内の一軒家（以下、当該家屋）の賃借契約が満了。契約を締結した時点で当該家屋は建て替えの日程も確定させた上での解体が予定されていたため契約を更新することができず、そのまま明け渡さざるを得なかった結果、当該家屋が6月に入り予定通り現実に解体されてしまったことが発覚した。原作ではギャグやオチとしてしばしば家屋が全壊するシーンが描かれているが、そのシーンが家屋解体という形で現実のものとなってしまったのである。
しかしドラマ制作陣はクランクアップ前に当該家屋が解体される事態を想定していなかったため、6月13日、その報告を受けた水野が「大沢木家、解体されました。家、なくなりました。どうすんの!!!??」とツイートしたことでそれを第一報に関係者が次々とパニックを起こし、Twitter上で文字通り「大騒ぎ」する事態に陥った。
第一報を発した水野以外の関係者によるTwitterアカウントでのコメントツイートは以下の通り（主に水野による第一報を引用リツイート）。
- 上田 - 「まずいな、再開後の展開…」
- 佐藤 - 「おい、ちょ、どうすんねん、テレ東、どうすんねん」
- 阿部 - 「あんまり良くないけど、逆境こそ力と信じて…」
- 本多 - （原作で家屋が全壊するシーンがあることを踏まえつつ）「まさか現実的な問題で家が解体されるとは…」

その後、水野と佐藤はそれぞれのAERA dot.の連載で、
- 水野 - 「監督もPも脚本上田さんも頭を抱えている」「あの枠のドラマの予算の低さを見くびってはいけない」「はたしてどうなる「浦安鉄筋家族」！」[180]
- 佐藤 - 「はい。僕らの家がなくなりました。全然笑い事ではありません」「主演の僕さえ途方に暮れております」[181]

と語っている。
当該家屋の解体が発覚してから、テレビ東京と関係者が撮影用の家屋（以下、代替家屋）を確保すべく奔走した結果、無事に代替家屋を確保することはできたが今度は代替家屋の間取りが当該家屋と全く異なることが判明。その報告を受けた水野が6月26日に「おとーさーーん!! 力技のおとーーさーーん！」とまたもパニックを起こし、佐藤が「まぁ、かーちゃん呑め！」と役柄になりきっての引用リツイートを返した。
翌27日にはテレビ東京から公式に撮影再開が発表され、佐藤は関係者の努力に感謝を述べつつ「ただ、家は変わるよ」とツイート。藤田も東京中日スポーツの取材に「まさか現実でも家が壊されるとは」「『浦鉄』なら許されるかもしれない」とコメントを寄せ、一連のトラブルも劇中のネタとして制作に反映する可能性を示唆した。
佐藤によると、当該家屋で撮影された映像のストックは最終回分まであるものの、編集の際、代替家屋で撮影された映像との繋ぎ合わせに苦心しているという。
7月11日に同月10日をもってクランクアップしたことが公式Twitterから報告され、水野が「一区切りついたお祝いだから1人ゆっくり、皆寝静まった我が家のリビングで呑むんです」とツイート。佐藤も「俺も呑んでる。色んな困難を乗り越えた一座を思い。乾杯」との引用リツイートを返し、最後は家屋解体の件について「わりとよくできたコントか」と自虐しつつも、「俺たちは皆、誇っていい」と締めくくった。
藤田が示唆した通り、放送再開後はこの件をネタにした演出が頻発しており、間取りの変化を怪奇現象の一種として扱った7・8発目を経て、9発目で「晴郎が実験中にニトログリセリンをこぼして家を爆破・全壊させてしまい、リフォームせざるを得なくなった」という流れで家屋の変化につじつまを合わせている。

## 舞台
『浦安鉄筋家族 〜子ども大戦争〜』のタイトルで、2021年7月10日から18日まで東京・こくみん共済 coop ホール / スペース・ゼロで上演された。製作は劇団TEAM-ODAC。同劇団の結成15周年記念作品。

## ソーシャルゲーム
『浦安鉄筋家族 夏休み王はオレだ!!』
2011年7月7日よりMobage(モバゲー)から配信が開始された。2011年12月を持ってサービス終了。基本プレイ無料・アイテム課金制のソーシャルゲーム。

## 展覧会
『浦安鉄筋くだらね〜展』
週刊少年チャンピオン連載30年を記念して、2023年9月23日より11月19日まで池袋パルコ本館７階PARCOFACTORYにて展覧会を開催。直筆の原画などが展示される。